# The New Tomorrow
Die Kinderserie The New Tomorrow basiert auf der neuseeländischen Serie The Tribe und wurde ebenfalls von der Cloud 9 Screen Entertainment Group nach einer Idee von Raymond Thompson in Neuseeland produziert.
Die Sendung feierte am 17. September 2005 auf dem Sender Seven Network in Australien Premiere. Die Geschehnisse von The New Tomorrow spielen nach der Finalen-Episode der fünften Staffel von The Tribe aber es gibt keine Auftritte der Schauspieler aus der Original-Serie. Alle Hauptdarsteller sind zwischen 9 und 13 Jahre alt.

## Besetzung
| Schauspieler          | Rolle   | Stamm                 |
| --------------------- | ------- | --------------------- |
| Nick Fenton           | Sky     |                       |
| Cameron Wakefield     | Flame   | Privileged            |
| Lara Custance         | Harmony | Privileged            |
| James Shaw            | Shadow  | Warps                 |
| Henrietta Steventon   | Gwyn    | Discards / Privileged |
| Felicity Milovanovich | Zora    | Barbs                 |
| Thomas Steventon      | Kwarli  | Barbs                 |
| Joshua Rippon         | Jag     | Barbs                 |
| Katie Alexander       | Leanne  | Barbs                 |
| Arthur Caughley       | Erin    | Barbs                 |
| Zoë Robins            | Faygar  | Ants                  |
| Trey Brown            | Omar    | Ants                  |
| Paige Shand-Haami     | Cass    | Ants                  |
| Rafe Custance         | Dan     | Ants                  |
| Abbey-May Wakefield   | Sal     | Ants                  |